# 秩父鉄道5000系電車
秩父鉄道5000系電車（ちちぶてつどう5000けいでんしゃ）は、秩父鉄道の通勤形電車。
東京都交通局6000形電車を中古車として譲り受けたものである。

## 概要
普通列車用の2000系（元東京急行電鉄7000系）が、非冷房、かつ他車と異なる18m級4両編成であった為、その代替として1999年（平成11年）に入線した。
全車両が、1972年（昭和47年）に都営地下鉄三田線の日比谷・三田延長の際に製造されたものでアルナ工機製である。また秩父鉄道入線前の1990年代初頭に、京王重機整備の出張工事による車体更新および冷房化が実施されている。
3両4編成（12両）が運用に就いたが、2011年の事故で1編成が運用離脱し、以後は3編成の運用となっている。

### 入線時の改造
- 1両を制御車に改造のうえ3両編成化。
- 無線装置を交換。逆L字形のアンテナを設置。
- ATSをT形から秩鉄形に交換。
- ブレーキシューをレジン製から鋳鉄製に交換。
- ワンマン運転対応化。
- ドアチャイムを設置。
- 扉の半自動化・2ドア/4ドア切り替え機能設置。
- 中間車（デハ5100形）にパンタグラフを新設。
- 側面に社紋を設置。

### 登場後の改造
2008年（平成20年）現在、優先席部分のつり革が三角形で黄色のものに取り替えられている。

## 運用
基本的に各停用に限定して運用されている。
急行「秩父路」用の車両が検査等で運用を外れて車両不足が生じた際には一時的に急行運用に就くこともある。種別幕に「急行」表示があるのはこのためである。

## 編成表
|            | ←羽生三峰口→ |          |          |
| 5001号編成 | デハ5001     | デハ5101 | クハ5201 |
| 5001号編成 | (6191)       | (6196)   | (6198)   |
| 5002号編成 | デハ5002     | デハ5102 | クハ5202 |
| 5002号編成 | (6241)       | (6246)   | (6248)   |
| 5003号編成 | デハ5003     | デハ5103 | クハ5203 |
| 5003号編成 | (6251)       | (6256)   | (6258)   |
| 5004号編成 | デハ5004     | デハ5104 | クハ5204 |
| 5004号編成 | (6261)       | (6266)   | (6268)   |

カッコ内は都営時代の旧車番である。
この他に2両が部品供給車として譲渡され、広瀬川原車両基地に留置されている。

## 5004編成
5004号編成は、2011年11月1日に樋口 - 野上駅間の踏切でダンプカーと衝突する事故を起こし、運転士と乗客4名が負傷した。デハ5004は大破し、編成の3両全てが運用を離脱した。

## その他
- 冬季、室内温度保持のために長時間停車のある駅ではドアの半自動扱いを行っているが、本系列にドア開閉ボタンは設置されていない[2]。そのため、停車中に乗車する場合はドアを手で開ける必要がある。